# 2038
Năm 2038  (số La Mã: MMXXXVIII). Trong lịch Gregory, nó sẽ là năm thứ 2038 của Công nguyên hay của Anno Domini; năm thứ 38 của thiên niên kỷ 3 và của thế kỷ 21; và năm thứ chín của thập niên 2030.

## Sự kiện
19 tháng 1: Sự cố năm 2038